# Бобаймай

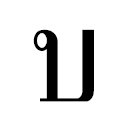

Бобаймай (тайск. ใบไม้, баймай — «лист») — бо, 26-я буква тайского алфавита, обозначает звонкий губно-губной взрывной согласный. Как инициаль относится к группе аксонклан (средний класс). Как финаль относится к матре мекоп (финаль «п»). В пали не используется. В тайской раскладке бобаймай соответствует клавише рус. Х. В лаосском алфавите соответствует букве бобе (козёл).
Графически бобаймай является омоглифом буквы кхокхай ข, графическая близость букв «кха» и «ба» характерна также для сингальского и гуджаратского алфавита.

## Ваййакон (грамматика)
- Бот (บท) — лаксананам, счётное слово для песен, стихов, глав, разделов.
- Бон (บน) — предлог на (на поверхности).
- Бан (บาน) — лаксананам для плоских предметов в рамках: двери, окна, зеркала и пр..
- Бай (ใบ) — лаксананам для шляп, корзин, сосудов, плодов деревьев, древесных листьев.